# Sunomono
Sunomono (em japonês: 酢の物), que significa literalmente "coisas avinagradas", é um prato típico da culinária japonesa, geralmente servido em pequenas porções. Sunomono é considerado uma salada, sendo um complemento para um prato principal, e tem como ingredientes: vegetais, peixes e/ou frutos do mar, que podem ser crus ou levemente cozidos (para preservar as cores e texturas naturais), misturados com molho à base de vinagre de arroz.
Algumas receitas mais completas de Sunomono incluem algas Wakame, kani-kama (kamaboko de caranguejo) e até Harussame, um macarrão fininho e transparente feito a base de feijão moyashi, mas os ingredientes básicos são pepino, vinagre de arroz, sal, açúcar e gergelim.